# 제16회 제주국제장애인인권영화제
제16회 제주국제장애인인권영화제는 2015년 9월 16일에 열린 시상식이다.

## 수상 및 후보

### 대상
- 소란 - 이창환 수상

### 최우수상
- 보통사람 - 손보경 수상

### 장려상
- 불청객 - 나선영 수상
- 이상훈, 그는 왜 장애인으로 살아야하는가 - 정승천 수상